# Kerben (Kirgisistan)
Kerben (kirgisisch Кербен, früher: Karavan) ist eine Stadt in dem kirgisischen Oblus Dschalal-Abad und Verwaltungssitz des Rajon Aksy. Im Jahr 2022 lebten 16.769 Menschen in Kerben.

## Lage
Kerben liegt im Westen Kirgisistans, nahe der Grenze zum Nachbarstaat Usbekistan. Die Oblushauptstadt Dschalal-Abad befindet sich über 200 Kilometer südöstlich von Kerben, die kirgisische Hauptstadt Bischkek liegt in nordöstlicher Richtung. Die Stadt Kerben liegt auf mehr als 1200 Metern Höhe, die umliegenden Gebiete sind nur dünn besiedelt.

## Geschichte
Die Stadt wurde in den 1920er-Jahren gegründet. In der Region gibt es zahlreiche Orte von archäologischen Interesse, wie die Siedlung Safed-Bulan oder das Mausoleum Schach Fasil, das im 11. Jahrhundert erbaut wurde. Die Stadt Kerben trug früher den Namen Karavan.

### Demonstrationen im März 2002
Im März 2002 kam es im gesamten Oblus Dschalal-Abad und auch in Kerben zu Protesten gegen den damaligen Präsidenten Askar Akajew und dessen Annäherung an die Volksrepublik China, wobei er unter anderem umstrittene Gebiete an der kirgisisch-chinesischen Grenze an China abtrat. Befeuert wurden die Proteste durch die Verhaftung des Politikers und Kritikers des Präsidenten, Asimbek Beknasarow. Während des Prozesses gegen Beknasarow kam es am 17./18. März 2002 in Kerben zu Ausschreitungen während einer Demonstration. Dabei blockierte die Polizei am 17. März eine Demonstration, die Demonstranten warfen infolgedessen Steine auf die Beamten. Daraufhin schlugen die Polizeibeamten auf Demonstranten ein und schossen mit scharfer Munition in die Menge. Nach offiziellen Berichten starben fünf Zivilisten an Schussverletzungen, nach Medienberichten starb am 18. März ein weiterer Demonstrant, Dutzende Demonstranten und Polizisten wurden bei den Ausschreitungen verletzt. Die Eskalation und die Polizeigewalt bei den Demonstrationen führte zu der Einrichtung einer Kommission zur Untersuchung der Geschehnisse. Nichtregierungsorganisationen äußerten vehemente Kritik am Vorgehen der kirgisischen Beamten. Letztlich wurden drei Beamte zu dreijährigen Haftstrafen verurteilt, aber kurz darauf begnadigt. Der damalige kirgisische Innenminister sprach im Zusammenhang mit den Ereignissen in Kerben von einem Putschversuch der Opposition, die einen Kurs des politischen Extremismus eingeschlagen habe.

### Grenzkonflikt mit Usbekistan
Auf Grund der Nähe zu kirgisisch-usbekischen Grenze ist Kerben immer wieder ein Schauplatz von Ereignissen im Zusammenhang mit der unklaren und umstrittenen Grenzziehung zwischen beiden Staaten. Am 18. März 2016 blockierten usbekische Militärfahrzeuge die Straße von Kerben nach Ala-Buka, die nach Ansicht der usbekischen Regierung teilweise durch usbekisches Territorium verläuft. Daraufhin entsandte auch das kirgisische Militär ebenfalls Truppen an die Grenze. Begleitet von Protesten in beiden Staaten kam es am 25. März 2016 zu einem Gespräch zwischen kirgisischen und usbekischen Delegierten, um die Situation zu klären. Die Grenzziehung in der Region ist allerdings bis heute nicht abschließend geklärt. Dabei steht auch der naheliegende Berg Ungar-Too immer wieder im Zentrum der Streitigkeiten.

## Infrastruktur
Die Infrastruktur in Kerben und Umgebung ist nur schwach ausgebaut. Die wichtigste Straßenverbindung verläuft von Kerben in die 19.000-Einwohner-Stadt Tasch-Kömür, von wo aus Fernstraßen nach Dschalal-Abad und Bischkek verlaufen. Zudem befindet sich nahe der Stadt der Flughafen Kerben, von dem aus Ziele im Inland angeflogen werden.
Auch die Versorgung mit sauberem Trinkwasser ist ein Problem in dem Ort. Um dem entgegenzuwirken, stellte die Europäische Bank für Wiederaufbau und Entwicklung einen Kredit über 6,5 Millionen € zur Verbesserung der Trinkwasserversorgung in Kerben bereit.